# Ancistrocephalus microcephalus
Ancistrocephalus microcephalus är en plattmaskart som först beskrevs av Rudolphi 1819.  Ancistrocephalus microcephalus ingår i släktet Ancistrocephalus och familjen Triaenophoridae. Inga underarter finns listade i Catalogue of Life.